# Comarca de Nioaque
A Comarca de Nioaque é uma comarca brasileira localizada no município de Nioaque, no estado de Mato Grosso do Sul, a 200 quilômetros da capital.

## Generalidades
Sendo uma comarca de primeira entrância, tem uma superfície total de 3923,7 km², o que totaliza 1% da superfície total do estado. A povoação total da comarca é de 14,3 mil habitantes, aproximadamente 0,5% do total da povoação estadual, e a densidade de povoação é de 3,66 habitantes por km².
A comarca inclui o município de Nioaque. Limita-se com as comarcas de Maracaju, Sidrolândia, Dois Irmãos do Buriti, Anastácio, Bonito, Jardim.
Economicamente possui PIB de R$ 153 968 000,00 e PIB per capita de R$ 10 695,20